# Грош, Данил Петрович
Данил Петрович Грош (15 декабря 1908 — 10 марта 1991) — командир отделения 6-го гвардейского моторизированного инженерного батальона (5-я гвардейская моторизированная инженерная бригада, 1-й Прибалтийский фронт) гвардии младший сержант, участник похода в Западную Украину и Великой Отечественной войны, кавалер ордена Славы трёх степеней.

## Биография
Родился 15 декабря 1908 года в селе Братешки ныне Решетиловского района Полтавской области Украины в семье крестьянина. Украинец. Окончил 4 класса церковно-приходской школы. Работал в сельском хозяйстве. В 1930 году семья переехала в город Константиновка Сталинской (Донецкой) области. Работал столяром на заводе «Автостекло».
В 1931-1933 годах проходил службу в Красной Армии и в период с 1939 по 1940 год. Принимал участие в походе в Западную Украину.
На июне 1941 года был вновь призван в армию Константиновским райвоенкоматом. Участник Великой Отечественной войны с июля 1941 года, службу начал в зенитном подразделении 7-го механизированного корпуса. Под городом Минск, отбивая воздушную атаку немцев, метким выстрелом зенитки подбил вражеский бомбардировщик. Несколько раз попадал и выходил из окружения.
После очередного переформирования части был зачислен в мотоинженерный батальон, где получил специальность минера. Много раз участвовал в рейдах по тылам врага, подрывал железнодорожное полотно и особенно мосты, затрудняя передвижение немцев на фронт. К осени 1942 года воевал сапёром 42-го отдельного моторизированного инженерного батальона, в составе 33-й армии Западного фронта.
В феврале 1943 года получил первую боевую награду – медаль «За боевые заслуги». Так был отмечена его боевая работа осенью 1942 – зимой 1943 годов: во время наступательных боёв: разминируя минный поля, лично снял более 20 мин, при переходе к обороне на работах по сооружению дотов выполнял нормы на 200-300%.
Вскоре вновь отличился. 22 февраля под огнём противника, оставшись один, провёл минирование и затем произвёл подрыв проволочных заграждений. Тем самым сделал широкие проходы для наступающих частей. К этому времени из 7 вылазок к переднему краю обороны противника с задачей сделать проходы 4 прохода проделал лично. Был представлен к награждению орденом Красной Звезды, но получил медаль «За отвагу».
В мае 1943 года батальон был преобразован в 6-й гвардейский мотоинженерный батальон.
В июле-августе 1943 года, во время Орловской наступательной операции, батальон действовал в полосе наступления 11-й гвардейской армии. В этих боях гвардии красноармеец Грош успешно выполнял задания по разграждению дорог и постройке переправ, способствую успешному продвижению танкового полка прорыва.
24 декабре 1943 года при инженерном обеспечении действий 5-й гвардейской стрелковой дивизии батальон по захвату города Городок (Витебская область, Белоруссия) гвардии красноармеец Грош действовал смело и решительно при постройке 15-тонного моста через реку Горожанка у деревни Большой Прудок. При разминировании подступов к мосту снял 13 противотанковых мин противника. Части дивизии беспрепятственно преодолели реку, продолжали преследовать противника и освободили город Городок.
Приказом по войскам 11-й гвардейской армии от 7 февраля 1944 года (№ 24/н) гвардии красноармеец Грош Данил Петрович награждён орденом Славы 3-й степени.
В июне 1944 года батальон был введён в состав вновь образованной 5-й отдельной гвардейской моторизованной инженерной бригады. В июне-июле 1944 года бригада в составе войск 2-го Прибалтийского фронта участвовала в Витебско-Оршанской операции. В этих боях гвардии младший сержант Грош командовал сапёрным отделением.
В ходе наступления с 23 июня по 5 июля сапёры гвардии младшего сержанта Гроша сопровождали 1-й батальон 159-й танковой бригады. За это время не было случая подрыва на вражеских минах и задержек по вине сапёров, мосты через реки Свечанка, Альзиница и Дисна возводились с опережением графика. 30 июня со своим отделением участвовал во взятии города Дисна (Миорский район Витебской области Белоруссии). Сапёры захватили обоз отступающего противника, захватили 13 пленных. Гвардии младший сержант Грош лично уничтожил 4 вражеских солдат.
Приказом по войскам 1-го Белорусского фронта от 6 августа 1944 года (№ 615) гвардии младший сержант Грош Данил Петрович награждён орденом Славы 2-й степени.
В июле 1944 года войска фронта провели Шяуляйскую операцию, затем развернули наступление на Ригу и вышли к Рижскому заливу. В сентябре фронт принял участие в Рижской операции.
15 – 25 сентября 1944 года, обеспечивая в инженерном отношении наступление и действия в окружении подразделений 35-й гвардейской танковой бригады, отделение гвардии сержанта Гроша уничтожило до 30 вражеских солдат. 18 сентября около хутора Лемпье сапёры, по приказу командира бригады, пошли в атаку на группу автоматчиков и рассеяли её. 21 сентября сапёры сняли 15 противотанковых мин и провели два танка из района окружения бригады в засаду на шоссе, и обеспечили их охрану на марше. 25 сентября, при выходе бригады из окружения у хутора Страупи (18 км юго-восточнее города Рига, Латвия), со своим отделением заминировал основные танкоопасные направления и обеспечил защиту бригад на марше от фланговых атак. Был представлен к награждению орденом Славы 1-й степени.
В феврале 1945 года батальон вошёл в оперативное подчинение командира 54-го стрелкового корпуса и обеспечивал в инженерном отношении его боевые действия. 2 марта при установке минных полей под огнём противника гвардии старшина Грош был тяжело ранен.
Указом Президиума Верховного Совета СССР от 24 марта 1945 года гвардии сержант Грош Данил Петрович награждён орденом Славы 1-й степени. Стал полным кавалером ордена Славы.
Долго лечился в госпитале в Челябинской области, здесь встретил день Победы. В августе 1945 года старшина Грош был демобилизован.
Вернулся домой в город Константиновка. Работал на заводе «Автостекло». Жил в городе Константиновка Донецкой области (Украина). Скончался 10 марта 1991 года.

## Награды
- Орден Отечественной войны I степени (11.03.1985)[5]
- Полный кавалер ордена Славы:
  - орден Славы I степени (24.03.1945)[6];
  - орден Славы II степени (06.08.1944)[7];
  - орден Славы III степени (07.02.1944)[8];
- медали, в том числе:
  - «За отвагу» (13.05.1943)[9]
  - «За боевые заслуги» (23.02.1943)[10]
  - «В ознаменование 100-летия со дня рождения Владимира Ильича Ленина» (6 апреля 1970)
  - «За победу над Германией в Великой Отечественной войне 1941—1945 гг.» (9 мая 1945[11])[12]
  - «20 лет Победы в Великой Отечественной войне 1941—1945 гг.» (7 мая 1965[13])
  - «30 лет Победы в Великой Отечественной войне 1941—1945 гг.»[14]
  - 40 лет Победы в Великой Отечественной войне 1941—1945 гг.[15]
  - «30 лет Советской Армии и Флота»[16]
  - «40 лет Вооружённых Сил СССР»[17]
  - «50 лет Вооружённых Сил СССР» (26 декабря 1967[18])
- Знак «25 лет победы в Великой Отечественной войне» (1970)
- Знак «Отличный минёр»

## Память
- На могиле установлен надгробный памятник
- Его имя увековечено в Главном Храме Вооружённых сил России, и навсегда запечатлено на мемориале «Дорога памяти»